# 힌덴부르크선

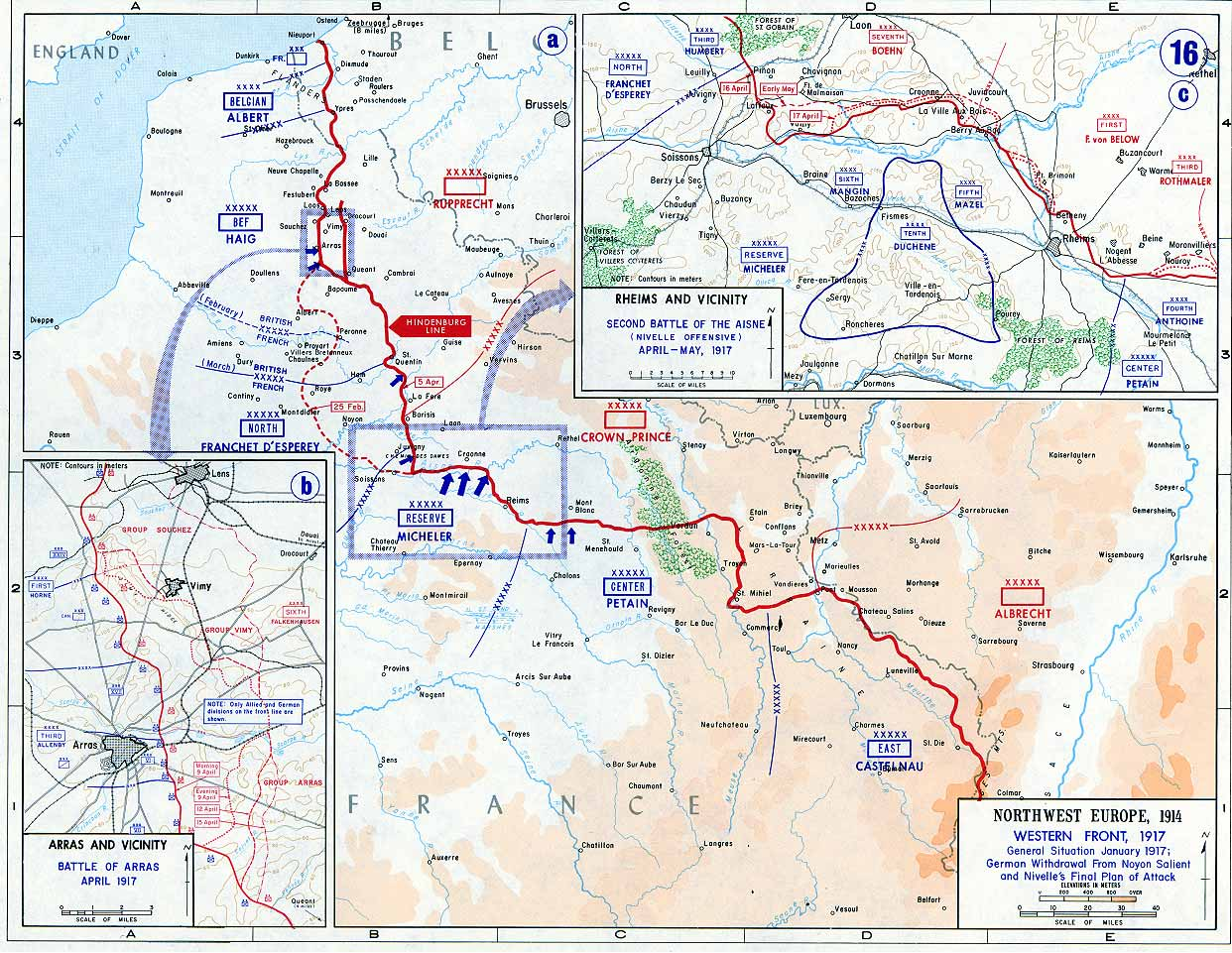
힌덴부르크 선

힌덴부르크선(Siegfriedstellung)은 아라스에서 라포(Laffuax)에 이르기까지 제1차 세계 대전 서부 전선에서 1916년 ~ 1917년 겨울에 세워진 독일군 방어선이다. 독일 제국은 베르됭 전투의 공세와 솜 전투의 수세에서 많은 병력을 잃었다. 동부 전선 브루실로프 공세 때문에 오스트리아-헝가리 제국이 러시아 제국에서 많은 병력을 잃은 후 독일 제국은 동부 전선의 더 넓게 떠맡아야 했다. 루마니아의 선전포고는 독일 제국에 더 압박을 줬다. 이러한 상황 속에서 1916년 9월 프랑스에 힌덴부르크 선이 세워지기 시작했다. 참모총장 파울 폰 힌덴부르크의 이름을 따왔다.

## 같이 보기
- 지크프리트선